# Konstantinos Akratopoulos
Konstantinos Akratopoulos (in greco Κωνσταντίνος Ακρατόπουλοσ?; fl. XIX secolo) è stato un tennista greco.
Partecipò ai tornei di tennis delle prime Olimpiadi moderne che si svolsero ad Atene nel 1896. Uscì agli ottavi di finale nel singolare, mentre nel doppio, insieme a suo fratello Aristidis, uscì al primo turno.